# BMW Viercilinder
De BMW Viercilinder (Duits: BMW Vierzylinder, BMW-Turm of BMW-Hochhaus) is de hoofdvestiging en herkenningsteken van de Bayerische Motoren Werke AG in München.
De BMW Viercilinder is tussen 1968 en 1972, stipt voor de Olympische Zomerspelen 1972, voltooid en het jaar erop, op 18 mei 1973 officieel geopend. Het is 101 meter hoog en staat direct naast het Olympiapark en is daardoor een bezienswaardigheid van moderne architectuur in München geworden. Het gebouw is ontworpen door architect Karl Schwanzer.
De BMW Viercilinder staat in de buurt van de fabriek, BMW Welt en het BMW Museum.